# 石原ヨシオカ
石原 ヨシオカ（いしはら よしおか、本名：福島 慧（ふくしま けい）、1986年11月16日 - ）は、日本の元お笑い芸人。かつてよしもとクリエイティブ・エージェンシー福岡支社に所属していた。福岡県北九州市出身。血液型はA型。

## 来歴
福岡県立中間高等学校卒業後、神戸の大学の法学部を卒業。2009年10月に福岡吉本に所属。2010年2月に「ぱぴゅーん」を解散したばかりの小川夏海とコンビ「さんぽみち」を結成するも、同年10月解散に至る。その後はピン芸人として活動。
芸人の仕事に満足したという理由から2016年7月に福岡吉本を退社し、芸人を引退。別府大学の司書講習を受けて司書資格を取得し、子どものキャンプを開催する企業に入社。オーストラリアにて1年のワーキングホリデー、小中学校の司書を経て、教員を志して別府大学短期大学部初等教育学科に社会人入学した。2021年12月10日大分合同新聞朝刊にて「異色の先生の登場が楽しみ」として取り上げられる。

## 芸風・エピソード
- さんぽみち時代からパタパタママの木下にルックスがよく似ていると言われている。
- AKB48大好き芸人として活動している。推しメンは高橋みなみで、ネタは主に高橋みなみとの妄想コントである。
- またSKE48、NMB48、HKT48も好きである。またSKE48では須田亜香里推し、NMB48では小笠原茉由推し、HKT48では熊沢世莉奈推しである。
- 上記のため、推しメンが多数いるため周りからはDD（誰でも大好き）と呼ばれる。
- 2014年4月14日NMB48劇場での小笠原茉由20歳の生誕祭に当選し観戦した（小笠原茉由google+より）

## 出演番組
- あるあるYYテレビ(TVQ)
- めんたいぴりり
- コレカラ